# Pentagram
Pentagram este albumul de debut al formației Gorgoroth. Este singurul album de studio cu Goat Pervertor și Samoth.
Albumul a fost bine primit atât de criticii muzicali, cât și de comunitatea black metal. Au fost remarcate două aspecte ca fiind definitorii: țipetele ascuțite ale lui Hat și durata redusă a albumului, ambele fiind apreciate pozitiv.

## Lista pieselor
1. "Begravelsesnatt" (Noaptea înmormântării) - 02:33
2. "Crushing The Scepter (Regaining A Lost Dominion)" - 03:23
3. "Ritual" - 03:52
4. "Drømmer om død" (Visuri despre moarte) - 03:45
5. "Katharinas bortgang" (Moartea Katharinei) - 04:03
6. "Huldrelokk" - 01:52
7. (Under) The Pagan Megalith" - 03:54
8. "Måneskyggens slave" (Sclavul umbrei lunii) - 05:55

## Personal
- Infernus - chitară
- Hat - vocal
- Goat Pervertor - baterie
- Samoth - chitară bas